# Ipomoea corymbosa
Ipomoea corymbosa – gatunek pnącza z rodziny powojowatych. Występuje na kontynentach amerykańskich od Meksyku na północy po południową Brazylię, Paragwaj i Boliwię na południu.

## Legalność
Na mocy ustawy z dnia 20 marca 2009 r. o zmianie ustawy o przeciwdziałaniu narkomanii posiadanie roślin żywych, suszu, nasion, wyciągów oraz ekstraktów z Rivea corymbosa jest nielegalne.